# Köpenick (Schiff, 1993)
Die Köpenick ist ein Fahrgastschiff in Berlin.

## Geschichte
Das Schiff wurde im Jahr 1993 auf der Scheepswerft Grave B.V. in Grave in den Niederlanden gebaut und fuhr zunächst unter dem Namen Prins Hendrik für die Reederei Triton in der Region Katwijk bei Amsterdam. Seit der Saison 2013 gehört es zur Flotte der Reederei Riedel in Berlin. Zusammen mit der Köpenick übernahm die Reederei Riedel auch das baugleiche Schiff Rummelsburg von Triton. Im Gegenzug sollte die Kehrwieder aus dem Fahrgastbetrieb genommen werden, die 2017 noch als Restaurantschiff am Urbanhafen genutzt und später nach Prag verkauft wurde.
Wegen ihrer flachen Bauweise eignen sich die Köpenick und die Rummelsburg besonders für Fahrten auf dem Landwehrkanal, bei denen zahlreiche niedrige Brücken unterquert werden müssen.
Die Taufe der Köpenick wie auch der Rummelsburg fand am 27. April 2013 durch Cornelia Yzer statt. Ehrengast war der Bezirksbürgermeister von Berlin Treptow-Köpenick Oliver Igel. Anwesend war ferner der „Hauptmann von Köpenick“, verkörpert durch Jürgen Hilbrecht.
Die Köpenick wird wie die Rummelsburg von Riedel als „barrierefreies Schiff“ beworben. Sie startet meist von den Anlegestellen „Haus der Kulturen der Welt“ oder „Hauptbahnhof/Moltkebrücke“ zu ihren Innenstadttouren. Beide Anlegestellen besitzen barrierefreie Zugänge. Die Köpenick hat einen stufenlosen Einstieg über das Heck; zwischen Innen- und Außenbereich am Heck sind Rampen vorhanden. Laut Riedel gab es vor der Anschaffung der Köpenick und der Rummelsburg keine derartigen Schiffe in Berlin.